# Ланкоб
Ланко́б (фр. Lannecaube) — коммуна во Франции, находится в регионе Аквитания. Департамент — Атлантические Пиренеи. Входит в состав кантона Тер-де-Люи и Кото-дю-Вик-Бий. Округ коммуны — По.
Код INSEE коммуны — 64311.

## География

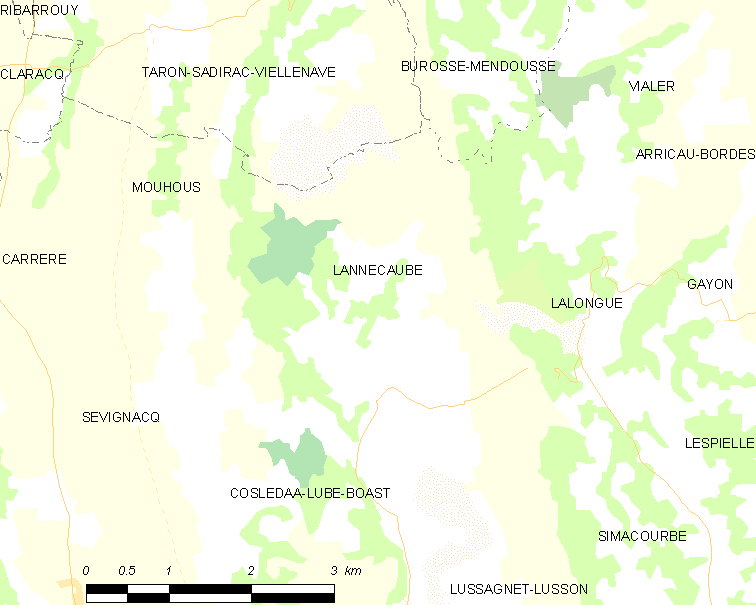
Карта коммуны

Коммуна расположена приблизительно в 630 км к югу от Парижа, в 155 км южнее Бордо, в 24 км к северо-востоку от По.

### Климат
Климат тёплый океанический. Зима мягкая, средняя температура января — от +5°С до +13°С, температуры ниже −10 °C бывают редко. Снег выпадает около 15 дней в году с ноября по апрель. Максимальная температура летом порядка 20-30 °C, выше 35 °C бывает очень редко. Количество осадков высокое, порядка 1100 мм в год. Характерна безветренная погода, сильные ветры очень редки.

## Население
Население коммуны на 2010 год составляло 165 человек.
| 1962 | 1968 | 1975 | 1982 | 1990 | 1999 | 2010 |
| ---- | ---- | ---- | ---- | ---- | ---- | ---- |
| 189  | 182  | 187  | 162  | 170  | 150  | 165  |

## Администрация
| Период | Период | Фамилия            | Партия | Примечания |
| ------ | ------ | ------------------ | ------ | ---------- |
| 1995   | 2014   | Франсис Рутис-Кабе |        |            |
| 2014   | 2020   | Патрик Барб        |        |            |

## Экономика
В 2010 году среди 102 человек трудоспособного возраста (15-64 лет) 81 были экономически активными, 21 — неактивными (показатель активности — 79,4 %, в 1999 году было 72,2 %). Из 81 активных жителей работали 77 человек (39 мужчин и 38 женщин), безработных было 4 (0 мужчин и 4 женщины). Среди 21 неактивных 4 человека были учениками или студентами, 12 — пенсионерами, 5 были неактивными по другим причинам.

## Достопримечательности
- Церковь Св. Петра (XII век). Исторический памятник с 1988 года[4]